# أندريه براون (كرة سلة)
أندريه براون (بالإنجليزية: Andre Brown)‏ مواليد 12 مايو 1981 في شيكاغو، هو لاعب كرة سلة أمريكي سابق بدأ مسيرته الاحترافية في سنة 2004. يبلغ طوله 6 قدم 9 بوصة (2.1 م).

## فرق لعب لها
- سياتل سوبرسونيكس
- ميمفيس غريزليس
- شارلوت هورنتس

## إحصائيات المسيرة

### الموسم الاعتيادي
| السنة   | الفريق           | لعب | بدأ | دقيقة | ميداني% | ثلاثية | حرة   | ارتداد | صنع | استلاب | تصدي | نقطة |
| ------- | ---------------- | --- | --- | ----- | ------- | ------ | ----- | ------ | --- | ------ | ---- | ---- |
| 2006–07 | سياتل سوبرسونيكس | 38  | 0   | 7.1   | .568    | .000   | .600  | 1.9    | .1  | .2     | .1   | 2.4  |
| 2007–08 | ميمفيس غريزليس   | 33  | 1   | 8.7   | .500    | .000   | .449  | 2.8    | .2  | .2     | .1   | 3.0  |
| 2008–09 | شارلوت هورنتس    | 4   | 0   | 10.3  | .143    | .000   | 1.000 | 3.0    | .3  | .3     | .0   | 1.0  |
| المسيرة |                  | 75  | 1   | 8.0   | .516    | .000   | .500  | 2.4    | .1  | .2     | .1   | 2.6  |

## روابط خارجية
- أندريه براون على موقع الدوري الأوروبي لكرة السلة (الإنجليزية)
- أندريه براون على موقع إن بي أي (الإنجليزية)
- أندريه براون على موقع سبورتس رفرنس (الإنجليزية)
- أندريه براون على موقع كرة السلة الأوروبية.كوم (الإنجليزية)
- أندريه براون على موقع كلية كرة السلة في سبورتس رفرنس.كوم (الإنجليزية)
- أندريه براون على موقع ريلجم (الإنجليزية)
- أندريه براون على موقع بروبوليرز (الإنجليزية)
- أندريه براون على موقع سبورتس رفرنس (الإنجليزية)
- أندريه براون على موقع سبورتس رفرنس (الإنجليزية)